# Lindsey Stirling
Lindsey Stirling (21 de setembro de 1986) é uma violinista, dançarina, cantora e compositora norte-americana. Em 2010 participou na quinta temporada do programa 'America's Got Talent' (America's Got Talent).
Stirling chegou às quartas de final da mesma temporada onde ficou conhecida por Violinista Hip-Hop. Em sua primeira apresentação, não foi muito boa, pois não passara de sua categoria. Tempo depois Lindsey Stirling voltou e conseguiu realizar seu sonho de tocar violino e dançar em shows.

## Biografia

### Vida e Carreira
Lindsey Stirling nasceu em Santa Ana, Califórnia. Estudou na Brigham Young University em Utah, no curso de recreação terapêutica.
Participou como missionária de A Igreja de Jesus Cristo dos Santos dos Últimos Dias em Nova York.
Retornou para Utah em 2009, para continuar seus estudos, permanecendo lá até 2012, quando retornou para o Arizona com sua família.
Com cinco anos, influenciada pela música clássica que seu pai ouvia, Stirling começou a estudar violino. Teve aulas particulares por 12 anos.
Com 16 anos, se juntou a uma banda de rock, na Mesquite High School com quatro amigos, intitulado o grupo de "Stomp on Melvin".
Nessa época, escreveu composições de violino solo e namorou com o vocalista. Ganhou títulos de Miss Arizona Junior e competiu para o prêmio Spirit Award na categoria Miss Junior America.
Stirling também foi membro da banda  Charley Jenkins Band por um ano.
Em 2010, com 23 anos, Stirling foi eliminada nas quartas de final do programa televisivo  America's Got Talent, quinta temporada, e se descreveu como uma "violinista hip hop".
Os jurados do programa classificaram suas apresentações como eletrizantes e Stirling ganhou atenção do público. Mas, ao focar na melhora na dança de sua apresentação, nas quartas de final, o jurado Piers Morgan lhe disse: "Você não é uma pessoa sem talento, mas não é boa suficiente para que saia voando por aí, ao mesmo tempo em que toca violino." A jurada Sharon Osbourne comentou "Você precisa estar em um grupo... O que você faz não é suficiente para encher uma plateia em Las Vegas".
Em resposta, no seu blog, Stirling confidenciou que estava devastada com os resultados e que a experiência acabou sendo, de certa forma, humilhante e, apesar disso, ela quer reaprender de onde move sua força.
Stirling decidiu continuar no seu estilo único, promovendo-se pela Internet. Em 2012, falou em uma entrevista "Muitas pessoas me disseram pelo caminho qual era meu estilo e a música que faço... não pode ser comercializável.  Mas a única razão pelo meu sucesso é que mantive verdadeira comigo mesma".
Depois de sua apresentação na televisão, o diretor Devin Graham (DevinSuperTramp) entrou em contato para a gravação de um vídeo no YouTube. Eles concordaram em gravar a música "Spontaneous Me", filmada na semana de 9 de maio de 2011.
Sua popularidade aumentou ainda mais e ela produziu mais filmes para o YouTube.
Seu canal no YouTube foi criado em 2007. Chama-se Lindseystomp, em homenagem à sua primeira banda Stomp, e é a fonte principal de seus vídeos musicais. Lindsey e Devin começaram um namoro pouco depois, mas terminaram posteriormente.
Em 2011, o canal atingiu grande popularidade, com mais de 500 milhões de visitas e 4,9 milhões de assinantes, até julho de 2013.
A primeira turnê aconteceu nos Estados Unidos, em 2012. Em 2013, iniciou sua turnê europeia que percorreu 26 cidades.
Em 2014 lançou seu segundo álbum, Shatter Me, no dia 29 de abril. Em 2016 lançou seu terceiro álbum, Brave Enough, no dia 3 de julho.

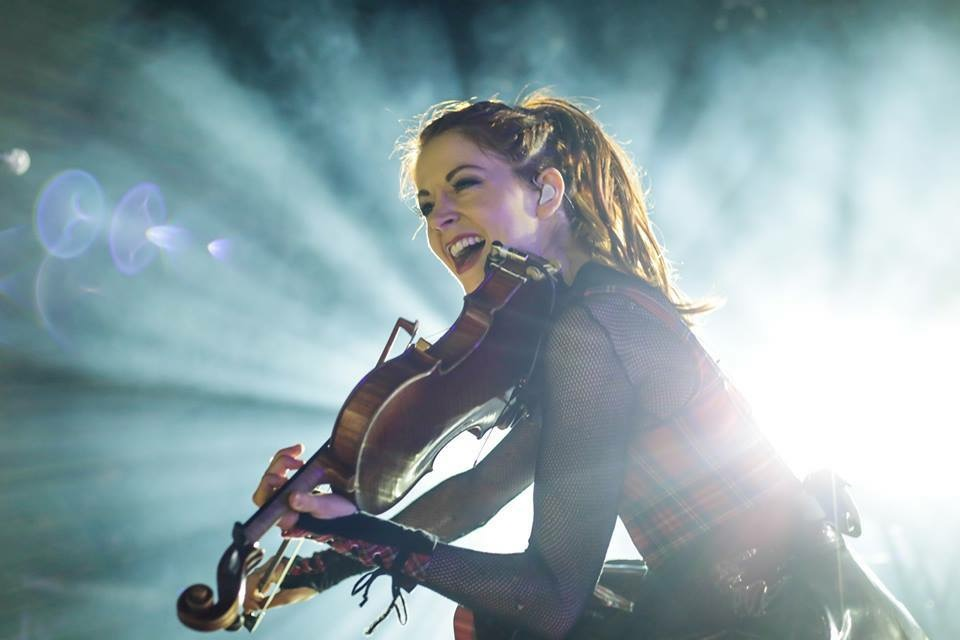
Stirling em show no México, 2015

## Discografia

### Álbum de estúdio
- 2012: Lindsey Stirling (EUA: 500,000 - Disco de Ouro)
- 2014: Shatter Me (EUA: 337,000 - Disco de Ouro)
- 2016: Brave Enough (EUA: 150,000)
- 2017: Warmer in the Winter (EUA: 120,000)
- 2019: Artemis
- 2022: Snow Waltz
- 2024: Duality

### Singles e EPs
- 2010: Lindsey Stomp EP

1. "Transcendence"
2. "Song of the Caged Bird"
3. "Spontaneous Me"

### Outros Singles
- 2011: "Electric Daisy Violin"
- 2011: "Shadows"
- 2011: "River Flows in You"
- 2011: "Zelda Medley"
- 2011: "On the Floor Take Three" Mashup de On the Floor, Don't Wanna Go Home, Till The World Ends e Telephone - Não Lançado como single
- 2011: "Silent Night"
- 2011: "Celtic Carol"
- 2012: "O Senhor dos Anéis Medley" - Não Lançado como single
- 2012: "Crystallize"
- 2012: "We Found Love" - com artistas da República do Quénia
- 2012: "Phantom of the Opera"
- 2012: "Anti-Gravity"
- 2012: "Minimal Beat"
- 2012: "Stars Align"
- 2012: "Zi-Zi's Journey"
- 2012: "Elements"
- 2012: "Final Fantasy Medley"
- 2012: "Moon Trance"
- 2012: "What Child Is This"
- 2013: "My Immortal"
- 2013: "Radioactive"
- 2013: "All of me"
- 2014: "Beyond the veil"
- 2014: "Shatter Me"
- 2014: "Mirror Haus"
- 2014: "V-Pop"
- 2014: "Heist"
- 2014: "Roundtable Rival"
- 2014: "Night Vision"
- 2014: "Take Flight"
- 2014: "Ascendance"
- 2014: "We Are Giants"
- 2014: "Swag"
- 2014: "Master Of Tides"
- 2014: "Eclipse"
- 2014: "Sun Skip"
- 2014: "Into The Woods Medley"
- 2016: "The Arena"
- 2016: "Prism"
- 2016: "Hold My Heart"
- 2016: "Firefly" single de Barbie: Aventura nas Estrelas
- 2017: "Lost Girls"

### Álbuns colaborativos
- 2013: 1 Original, ONE Cover EP (com Tyler Ward)

1. "Some Kind of Beautiful"
2. "Thrift Shop" EP

- 2013: Living Room Sessions EP (com Tyler Ward e Chester See)

1. "Daylight"
2. "I Knew You Were Trouble"

### Outras Colaborações
- 2010: "Paris" (com Benton Paul)
- 2011: "Don't Carry it All" (com Shaun Barrowes)
- 2011: "Party Rock Anthem" (com Jake Bruene)
- 2011: "By No Means" (com Eppic)
- 2011: "Waiting" (com Allred)
- 2011: "River Flows in You" (com Debi Johansen)
- 2011: "Mama Economy" (com Tay Zonday)
- 2012: "Skyrim" (com Peter Hollens).[14]
- 2012: "A Thousand Years" (com Kurt Hugo Schneider and Aimée Proal)
- 2012: "You Don't Know Her Like I Do" (com Artie Hemphill Band)
- 2012: "Sail Away Soldier" (com Shaun Canon e Maddie Wilson)
- 2012: "Starships - Nicki Minaj" (com Megan Nicole)
- 2012: "Grenade - Bruno Mars" (com Alex Boyé, & the Salt Lake Pops)
- 2012: "Come with Us" (com Can't Stop Won't Stop)
- 2012: "Lying" (com Justin Williams)
- 2012: "Game of Thrones" (com Peter Hollens)
- 2013: "Mission Impossible" (com The Piano Guys)
- 2013: "Radioactive" (com Pentatonix)
- 2013: "Heads Up" (com Sam Tsui)
- 2013: "Halo Theme Song" (com William Joseph, 2013)
- 2013: "Star Wars Medley" (com Peter Hollens, durante o YouTube Geek Week)
- 2013: "Pokemón Dubstep Remix" (com Kurt Hugo Schneider), 2013
- 2013:"All Of Me" (com John Legend)
- 2014:"Loud" (com Jessie J)
- 2014: "Papaoutai" (com Pentatonix)
- 2014: "Shatter Me" (com Lzzy Hale)
- 2016: "The Show Must Go On" (com Céline Dion)
- 2017:"Hold My Heart"(com ZZ Ward)

## Filmografia
| Ano  | Títule                         | Papel     | Notas                    |
| ---- | ------------------------------ | --------- | ------------------------ |
| 2015 | Breaking Through               | Phelba    |                          |
| 2017 | Lindsey Stirling: Brave Enough | ela mesma | Documentário             |
| 2017 | Dancing with the Stars         | ela mesma | Competidora em season 25 |